# Charles Simpkins
Charles "Charlie" Simpkins (* 19. Oktober 1963 in Aiken) ist ein ehemaliger US-amerikanischer Dreispringer.
Er nahm an den Leichtathletik-Weltmeisterschaften 1987 in Rom teil, schied jedoch nach der Qualifikationsrunde aus. Bei den Leichtathletik-Hallenweltmeisterschaften 1989 in Budapest belegte er den neunten Platz. Den größten Erfolg seiner Karriere feierte er schließlich bei den Olympischen Spielen 1992 in Barcelona, als er mit einer Weite von 17,60 m hinter seinem Landsmann Mike Conley Sr. die Silbermedaille gewann.
Mit seiner persönlichen Bestleistung von 17,86 m, aufgestellt 1985 in Kōbe, belegte Charles Simpkins zum damaligen Zeitpunkt den dritten Rang in der ewigen Bestenliste. Jeweils zweimal wurde er US-amerikanischer Meister (1986 und 1992) und Universiadesieger (1985 und 1987) im Dreisprung. Er ist 1,85 m groß und wog zu seiner aktiven Zeit 72 kg.

## Bestleistungen
- Dreisprung (Freiluft): 17,86 m, 2. September 1985, Kōbe
- Dreisprung (Halle): 17,50 m, 17. Januar 1986, Los Angeles